# 高氯酸铅
高氯酸铅（英語：Lead perchlorate）是铅的高氯酸盐，分子式为Pb(ClO4)2。

## 制备
像高氯酸铜、高氯酸锌等大部分其他高氯酸盐一样，高氯酸铅容易潮解。

## 化学性质
高氯酸铅与脱镁叶绿素在乙醇溶液中能形成铅叶绿素配合物，也能与4,13-二癸基-1,7,10,16-四氧-4,13-二氮环十八烷(cryptand[2,2,D,D])形成配合物。

## 应用
高氯酸铅溶液可用于准确测定矿石或精矿中的金、银含量。